# Jacques Biroat
 (août 2018).
Jacques Biroat, né à Bordeaux vers 1600 et mort en 1666, est un prêtre bénédictin et théologien français.

## Biographie
Jacques Biroat, né à Bordeaux, fut d'abord jésuite. Docteur en théologie, devenu bénédictin, il fut prieur de Beussan de l'ordre de Cluny. Conseiller et prédicateur du roi, il rédigea un grand nombre de sermons publiés.

## Principaux ouvrages
- La Vie de Jésus-Christ dans le St Sacrement de l'autel, preschée durant l'octave du Sainct Sacrement dans l'église de Sainct André des Arcs, l'année 1657[2]
- La Condamnation du monde par le mystère de l'Incarnation du fils de Dieu, preschée durant l'Advent dans l'église de S. Germain l'Auxerrois, l'année 1660[3]
- Panégyriques des saints, preschez par M. Jacques Biroat, docteur en théologie, prieur de Beussan de l'ordre de Cluny, conseiller & prédicateur du Roy. 1666[4]
- Sermons sur les mystères de la Vierge[5]
- Sermons des vestures, professions religieuses, et oraisons funebres 1671[6]